# 유성의 록맨 3
《유성의 록맨 3》은 캡콤이 제작한 닌텐도 DS용 액션 롤플레잉 게임이다. 《유성의 록맨》 시리즈 세 번째이자 마지막 작품으로, 일본서 2008년 11월 13일 처음 출시됐다. 북미 지역에선 《메가맨 스타 포스 3》라는 제목으로 2009년 6월 30일 출시됐다.
발매 시에 각각 특수 변신폼 및 독자적 내용이 있는 블랙 에이스, 레드 조커 두 가지 버전으로 나눠 발매됐다.

## 반응

### 평가
《유성의 록맨 3》에 대한 평가는 대체적으로 복합적이었다. IGN의 마크 보존은 10점 만점에 6점을 부여하면서 게임플레이가 마음에 들지만 전작과 마찬가지로 반복이 많다고 말했다.

### 흥행
《유성의 록맨 3》은 2008년 11월 20일 주간 일본 판매량 순위에서 '블랙 에이스' 버전이 7위, '레드 조커' 버전이 13위를 기록했다. 2008년 말까지 두 버전을 합친 총판매량은 174,426장이었다.

## 참조

### 내용주
1. ↑  일본어: 流星のロックマン3
2. ↑  영어: Mega Man Star Force 3